# Grand Prix Austrálie
Grand Prix Austrálie (oficiálně Australian Grand Prix) je jedním ze závodů mistrovství světa vozů Formule 1, pořádané Mezinárodní automobilovou federací. Tradičním termínem je měsíc březen a místem je trať Albert Park v městě Melbourne na jihovýchodě země. Kromě Melbourne se závod Formule 1 pořádal také v Adelaide, závody ostatních motoristických tříd vozů se uskutečnily na mnoha dalších místech.

## Vítězové Grand Prix Austrálie
Tučně jsou znázorněni účastníci aktuální sezóny šampionátu Formule 1.
 Růžové pozadí znázorňuje závody, které nebyly součástí šampionátů Formule 1.

### Opakovaná vítězství (jezdci)
| Počet vítězství | Jezdec             | Roky                   |
| --------------- | ------------------ | ---------------------- |
| 4               | Lex Davidson       | 1954, 1957, 1958, 1961 |
| 4               | Michael Schumacher | 2000, 2001, 2002, 2004 |
| 3               | Bill Thompson      | 1930, 1932, 1933       |
| 3               | Doug Whiteford     | 1950, 1952, 1953       |
| 3               | Jack Brabham       | 1955, 1963, 1964       |
| 3               | Graham McRae       | 1972, 1973, 1978       |
| 3               | Roberto Moreno     | 1981, 1983, 1984       |
| 3               | Alain Prost        | 1982, 1986, 1988       |
| 3               | Jenson Button      | 2009, 2010, 2012       |
| 3               | Sebastian Vettel   | 2011, 2017, 2018       |
| 2               | Les Murphy         | 1935, 1937             |
| 2               | Bruce McLaren      | 1962, 1965             |
| 2               | Frank Matich       | 1970, 1971             |
| 2               | Max Stewart        | 1974, 1975             |
| 2               | Gerhard Berger     | 1987, 1992             |
| 2               | Ayrton Senna       | 1991, 1993             |
| 2               | Damon Hill         | 1995, 1996             |
| 2               | David Coulthard    | 1997, 2003             |
| 2               | Kimi Räikkönen     | 2007, 2013             |
| 2               | Lewis Hamilton     | 2008, 2015             |
| 2               | Nico Rosberg       | 2014, 2016             |

### Opakovaná vítězství (týmy)
| Počet vítězství | Konstruktér | Roky                                                                               |
| --------------- | ----------- | ---------------------------------------------------------------------------------- |
| 14              | Ferrari     | 1957, 1958, 1969, 1987, 1999, 2000, 2001, 2002, 2004, 2007, 2017, 2018, 2022, 2024 |
| 13              | McLaren     | 1970, 1986, 1988, 1991, 1992, 1993, 1997, 1998, 2003, 2008, 2010, 2012, 2025       |
| 6               | Williams    | 1980, 1985, 1989, 1994, 1995, 1996                                                 |
| 5               | Cooper      | 1955, 1960, 1961, 1962, 1965                                                       |
| 4               | Bugatti     | 1929, 1930, 1931, 1932                                                             |
| 4               | MG          | 1935, 1937, 1939, 1947                                                             |
| 4               | Lola Cars   | 1974, 1975, 1977, 1979                                                             |
| 4               | Ralt        | 1981, 1982, 1983, 1984                                                             |
| 4               | Mercedes    | 2014, 2015, 2016, 2019                                                             |
| 2               | Talbot-Lago | 1952, 1953                                                                         |
| 2               | Maserati    | 1956, 1959                                                                         |
| 2               | Brabham     | 1963, 1964                                                                         |
| 2               | BRM         | 1966, 1967                                                                         |
| 2               | Matich      | 1971, 1976                                                                         |
| 2               | McRae       | 1973, 1978                                                                         |
| 2               | Renault     | 2005, 2006                                                                         |
| 2               | Red Bull    | 2011, 2023                                                                         |

### Opakovaná vítězství (dodavatelé motorů)
| Počet vítězství | Dodavatel    | Roky                                                                               |
| --------------- | ------------ | ---------------------------------------------------------------------------------- |
| 14              | Ferrari      | 1957, 1958, 1969, 1987, 1999, 2000, 2001, 2002, 2004, 2007, 2017, 2018, 2022, 2024 |
| 12              | Mercedes*    | 1997, 1998, 2003, 2008, 2009, 2010, 2012, 2014, 2015, 2016, 2019, 2025             |
| 10              | Ford**       | 1950, 1951, 1968, 1980, 1981, 1982, 1983, 1984, 1990, 1993                         |
| 8               | Renault      | 1989, 1994, 1995, 1996, 2005, 2006, 2011, 2013                                     |
| 7               | Chevrolet    | 1972, 1973, 1974, 1975, 1977, 1978, 1979                                           |
| 5               | Climax       | 1961, 1962, 1963, 1964 1965                                                        |
| 4               | Bugatti      | 1929, 1930, 1931, 1932                                                             |
| 4               | MG           | 1935, 1937, 1939, 1947                                                             |
| 4               | Honda        | 1985, 1988, 1991, 1992                                                             |
| 3               | Maserati     | 1956, 1959, 1960                                                                   |
| 3               | Repco/Holden | 1970, 1971, 1976                                                                   |
| 2               | Talbot-Lago  | 1952, 1953                                                                         |
| 2               | BRM          | 1966, 1967                                                                         |

* V letech 1997-2003 působil jako Ilmor.

** V letech 1968-1993 působil jako Cosworth.

### Vítězové v jednotlivých letech
| Rok         | Jezdec                               | Konstruktér                          | Trať                                 | Výsledky                             |
| ----------- | ------------------------------------ | ------------------------------------ | ------------------------------------ | ------------------------------------ |
| 2025        | Lando Norris                         | McLaren-Mercedes                     | Albert Park                          | Výsledky                             |
| 2024        | Carlos Sainz Jr.                     | Ferrari                              | Albert Park                          | Výsledky                             |
| 2023        | Max Verstappen                       | Red Bull-Honda RBPT                  | Albert Park                          | Výsledky                             |
| 2022        | Charles Leclerc                      | Ferrari                              | Albert Park                          | Výsledky                             |
| 2021        | Nekonalo se kvůli pandemii covidu-19 | Nekonalo se kvůli pandemii covidu-19 | Nekonalo se kvůli pandemii covidu-19 | Nekonalo se kvůli pandemii covidu-19 |
| 2020        | Zrušeno kvůli pandemii covidu-19     | Zrušeno kvůli pandemii covidu-19     | Zrušeno kvůli pandemii covidu-19     | Výsledky                             |
| 2019        | Valtteri Bottas                      | Mercedes                             | Albert Park                          | Výsledky                             |
| 2018        | Sebastian Vettel                     | Ferrari                              | Albert Park                          | Výsledky                             |
| 2017        | Sebastian Vettel                     | Ferrari                              | Albert Park                          | Výsledky                             |
| 2016        | Nico Rosberg                         | Mercedes                             | Albert Park                          | Výsledky                             |
| 2015        | Lewis Hamilton                       | Mercedes                             | Albert Park                          | Výsledky                             |
| 2014        | Nico Rosberg                         | Mercedes                             | Albert Park                          | Výsledky                             |
| 2013        | Kimi Räikkönen                       | Lotus-Renault                        | Albert Park                          | Výsledky                             |
| 2012        | Jenson Button                        | McLaren-Mercedes                     | Albert Park                          | Výsledky                             |
| 2011        | Sebastian Vettel                     | Red Bull-Renault                     | Albert Park                          | Výsledky                             |
| 2010        | Jenson Button                        | McLaren-Mercedes                     | Albert Park                          | Výsledky                             |
| 2009        | Jenson Button                        | Brawn-Mercedes                       | Albert Park                          | Výsledky                             |
| 2008        | Lewis Hamilton                       | McLaren-Mercedes                     | Albert Park                          | Výsledky                             |
| 2007        | Kimi Räikkönen                       | Ferrari                              | Albert Park                          | Výsledky                             |
| 2006        | Fernando Alonso                      | Renault                              | Albert Park                          | Výsledky                             |
| 2005        | Giancarlo Fisichella                 | Renault                              | Albert Park                          | Výsledky                             |
| 2004        | Michael Schumacher                   | Ferrari                              | Albert Park                          | Výsledky                             |
| 2003        | David Coulthard                      | McLaren-Mercedes                     | Albert Park                          | Výsledky                             |
| 2002        | Michael Schumacher                   | Ferrari                              | Albert Park                          | Výsledky                             |
| 2001        | Michael Schumacher                   | Ferrari                              | Albert Park                          | Výsledky                             |
| 2000        | Michael Schumacher                   | Ferrari                              | Albert Park                          | Výsledky                             |
| 1999        | Eddie Irvine                         | Ferrari                              | Albert Park                          | Výsledky                             |
| 1998        | Mika Häkkinen                        | McLaren-Mercedes                     | Albert Park                          | Výsledky                             |
| 1997        | David Coulthard                      | McLaren-Mercedes                     | Albert Park                          | Výsledky                             |
| 1996        | Damon Hill                           | Williams-Renault                     | Albert Park                          | Výsledky                             |
| 1995        | Damon Hill                           | Williams-Renault                     | Adelaide                             | Výsledky                             |
| 1994        | Nigel Mansell                        | Williams-Renault                     | Adelaide                             | Výsledky                             |
| 1993        | Ayrton Senna                         | McLaren-Ford                         | Adelaide                             | Výsledky                             |
| 1992        | Gerhard Berger                       | McLaren-Honda                        | Adelaide                             | Výsledky                             |
| 1991        | Ayrton Senna                         | McLaren-Honda                        | Adelaide                             | Výsledky                             |
| 1990        | Nelson Piquet                        | Benetton-Ford                        | Adelaide                             | Výsledky                             |
| 1989        | Thierry Boutsen                      | Williams-Renault                     | Adelaide                             | Výsledky                             |
| 1988        | Alain Prost                          | McLaren-Honda                        | Adelaide                             | Výsledky                             |
| 1987        | Gerhard Berger                       | Ferrari                              | Adelaide                             | Výsledky                             |
| 1986        | Alain Prost                          | McLaren-TAG                          | Adelaide                             | Výsledky                             |
| 1985        | Keke Rosberg                         | Williams-Honda                       | Adelaide                             | Výsledky                             |
| 1984        | Roberto Moreno                       | Ralt-Ford                            | Calder                               | Výsledky                             |
| 1983        | Roberto Moreno                       | Ralt-Ford                            | Calder                               | Výsledky                             |
| 1982        | Alain Prost                          | Ralt-Ford                            | Calder                               | Výsledky                             |
| 1981        | Roberto Moreno                       | Ralt-Ford                            | Calder                               | Výsledky                             |
| 1980        | Alan Jones                           | Williams-Cosworth                    | Calder                               | Výsledky                             |
| 1979        | Johnnie Walker                       | Lola-Chevrolet                       | Wanneroo                             | Výsledky                             |
| 1978        | Graham McRae                         | McRae-Chevrolet                      | Sandown Park                         | Výsledky                             |
| 1977        | Warwick Brown                        | Lola-Chevrolet                       | Oran Park                            | Výsledky                             |
| 1976        | John Goss                            | Matich-Repco/Holden                  | Sandown Park                         | Výsledky                             |
| 1975        | Max Stewart                          | Lola-Chevrolet                       | Surfers Paradise                     | Výsledky                             |
| 1974        | Max Stewart                          | Lola-Chevrolet                       | Oran Park                            | Výsledky                             |
| 1973        | Graham McRae                         | McRae-Chevrolet                      | Sandown Park                         | Výsledky                             |
| 1972        | Graham McRae                         | Leda-Chevrolet                       | Sandown Park                         | Výsledky                             |
| 1971        | Frank Matich                         | Matich-Repco/Holden                  | Warwick Farm                         | Výsledky                             |
| 1970        | Frank Matich                         | McLaren-Repco/Holden                 | Warwick Farm                         | Výsledky                             |
| 1969        | Chris Amon                           | Ferrari                              | Lakeside                             | Výsledky                             |
| 1968        | Jim Clark                            | Lotus-Cosworth                       | Sandown Park                         | Výsledky                             |
| 1967        | Jackie Stewart                       | BRM                                  | Warwick Farm                         | Výsledky                             |
| 1966        | Graham Hill                          | BRM                                  | Lakeside                             | Výsledky                             |
| 1965        | Bruce McLaren                        | Cooper-Climax                        | Longford                             | Výsledky                             |
| 1964        | Jack Brabham                         | Brabham-Climax                       | Sandown Park                         | Výsledky                             |
| 1963        | Jack Brabham                         | Brabham-Climax                       | Warwick Farm                         | Výsledky                             |
| 1962        | Bruce McLaren                        | Cooper-Climax                        | Caversham                            | Výsledky                             |
| 1961        | Lex Davison                          | Cooper-Climax                        | Mallala                              | Výsledky                             |
| 1960        | Alec Mildren                         | Cooper-Maserati                      | Lowood                               | Výsledky                             |
| 1959        | Stan Jones                           | Maserati                             | Longford                             | Výsledky                             |
| 1958        | Lex Davison                          | Ferrari                              | Bathurst                             | Výsledky                             |
| 1957        | Lex Davison Bill Patterson           | Ferrari                              | Caversham                            | Výsledky                             |
| 1956        | Stirling Moss                        | Maserati                             | Albert Park                          | Výsledky                             |
| 1955        | Jack Brabham                         | Cooper-Bristol                       | Port Wakefield                       | Výsledky                             |
| 1954        | Lex Davison                          | HWM-Jaguar                           | Southport                            | Výsledky                             |
| 1953        | Doug Whiteford                       | Talbot-Lago                          | Albert Park                          | Výsledky                             |
| 1952        | Doug Whiteford                       | Talbot-Lago                          | Bathurst                             | Výsledky                             |
| 1951        | Warwick Pratley                      | GRS-Ford                             | Narrogin                             | Výsledky                             |
| 1950        | Doug Whiteford                       | Ford                                 | Nurioopta                            | Výsledky                             |
| 1949        | John Crouch                          | Delahaye                             | Leyburn                              | Výsledky                             |
| 1948        | Frank Pratt                          | BMW                                  | Point Cook                           | Výsledky                             |
| 1947        | Bill Murray                          | MG                                   | Bathurst                             | Výsledky                             |
| 1946 – 1940 | Nejelo se kvůli druhé světové válce  | Nejelo se kvůli druhé světové válce  | Nejelo se kvůli druhé světové válce  | Nejelo se kvůli druhé světové válce  |
| 1939        | Alan Tomlinson                       | MG                                   | Lobethal                             | Výsledky                             |
| 1938        | Peter Whitehead                      | ERA                                  | Bathurst                             | Výsledky                             |
| 1937        | Les Murphy                           | MG                                   | Victor Harbour                       | Výsledky                             |
| 1936        | Nejelo se                            | Nejelo se                            | Nejelo se                            | Nejelo se                            |
| 1935        | Les Murphy                           | MG                                   | Philip Island                        | Výsledky                             |
| 1934        | Bob Lea-Wright                       | Singer                               | Philip Island                        | Výsledky                             |
| 1933        | Bill Thompson                        | Riley                                | Philip Island                        | Výsledky                             |
| 1932        | Bill Thompson                        | Bugatti                              | Philip Island                        | Výsledky                             |
| 1931        | Carl Junker                          | Bugatti                              | Philip Island                        | Výsledky                             |
| 1930        | Bill Thompson                        | Bugatti                              | Philip Island                        | Výsledky                             |
| 1929        | Arthur Terdich                       | Bugatti                              | Philip Island                        | Výsledky                             |
| 1928        | Arthur Waite                         | Austin                               | Philip Island                        | Výsledky                             |